# موتور بختيار اخلاص بور (أرزوئية)
موتور بختیار اخلاص بور (بالإنجليزية: Mowtowr-e Bakhtiar Akhlas Pur)‏ هي منطقة سكنية تقع في إيران في كرمان.